# Вороніна Наталія Сергіївна

Ната́лія Сергі́ївна Воро́ніна (рос. Наталья Сергеевна Воронина) — російська ковзанярка,  олімпійська медалістка, медалістка чемпіонатів світу та Європи.
Бронзову олімпійську медаль Вороніна виборола  на Пхьончханській олімпіаді 2018 року на дистанції 5000 метрів.

## Зовнішні посилання
- Досьє на speedskatingnews

## Виноски
1. ↑  Women's 5000 metres results (PDF). Архів оригіналу (PDF) за 16 лютого 2018. Процитовано 8 квітня 2018.